# Geordie Johnson
Geordie Johnson (Claresholm, Alberta, 25 de Fevereiro de 1956) é um ator canadense.

## Carreira

### Televisão
- 2004 Starhunter como Tristan Catchpole
- 2003 Largo Winch como Georgy Kerensky
- 2002 Andromeda como Bartolome Naz
- 2000 The Secret Adventures of Jules Verne como Lord Tyrol
- 2000 Deep in the City como Oliver Martin
- 2000 Traders como Daniel Booth
- 1999 Poltergeist: The Legacy como Stephen de Bekke
- 1999 Highlander: The Raven como Victor Hansen
- 1998 Once a Thief como Desmond Happy
- 1997 Spoken Art como Samuel
- 1996 Taking the Falls como Konstantine Malikov
- 1996 TekWar como Bob Neville
- 1995 Forever Knight como Jerry Tate
- 1994 Kung Fu: The Legend Continues como George
- 1993 Counterstrike como Sam Leaver
- 1992 Beyond Reality como Daniel Barker
- 1992 Street Legal como Arnold Hodis
- 1991 The Hidden Room como Tom McIntire
- 1991 E.N.G. como Doug Mather
- 1988 Alfred Hitchcock Presents como Dave Lawrence
- 1986 Adderly como Ivan Zukov
- 1986 The Campbells como Will Forrester

### Cinema
- 2003 The Absence of Emily como Albert
- 1996 The English Patient como Oliver
- 1994 The Circle Game como Gordie
- 1986 The Boy in Blue como Andrew Bothwell
- 1983 Skullduggery como Jake
- 1983 Chautauqua Girl como Sean

### Teatro
- 2004 Guys & Dolls
- 2003 Troilus and Cressida
- 1996 King Lear
- 1996 Sweet Bird of Youth
- 1989 The Comedy of Errors